# 砂铸造

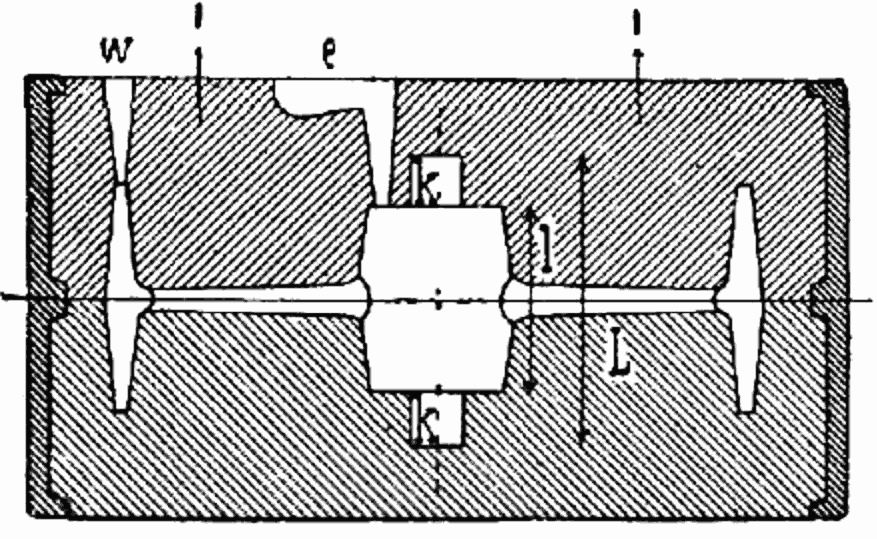
砂鑄造

砂铸造，亦可称为砂型铸造，是一种以砂作为造型材料的金属铸造过程。一般称呼专门从事砂型铸造的工厂为铸造厂。在中国或世界范围内，应用砂型生产的铸件占应用各种铸型生产铸件的80%以上。
砂型铸造所用的沙子相对便宜，并且有足够的耐火度，甚至在铸钢中也有采用。除了砂子，适当配比的粘结物（通常为粘土）通常会混合或出现在砂子中。通常混砂中添加水，但有时也会添加其他物质，来改变粘土的强度和塑性为造型产生合适的聚合度。砂子通常被包含一个框架系统中或者使用模具箱子即砂箱。铸造型腔通过压缩模型周围的砂子，或使用型板，或直接在砂型上雕刻。

## 基本步骤
整个铸造过程基本分为6步：
1. 放置型板以制造一个模型。
2. 把型板和砂子包含进浇注系统中。
3. 移除型板。
4. 用融化的金属填入型腔中。
5. 让金属冷却。
6. 破碎砂型及取出铸件。

## 主要组成部分

### 型板

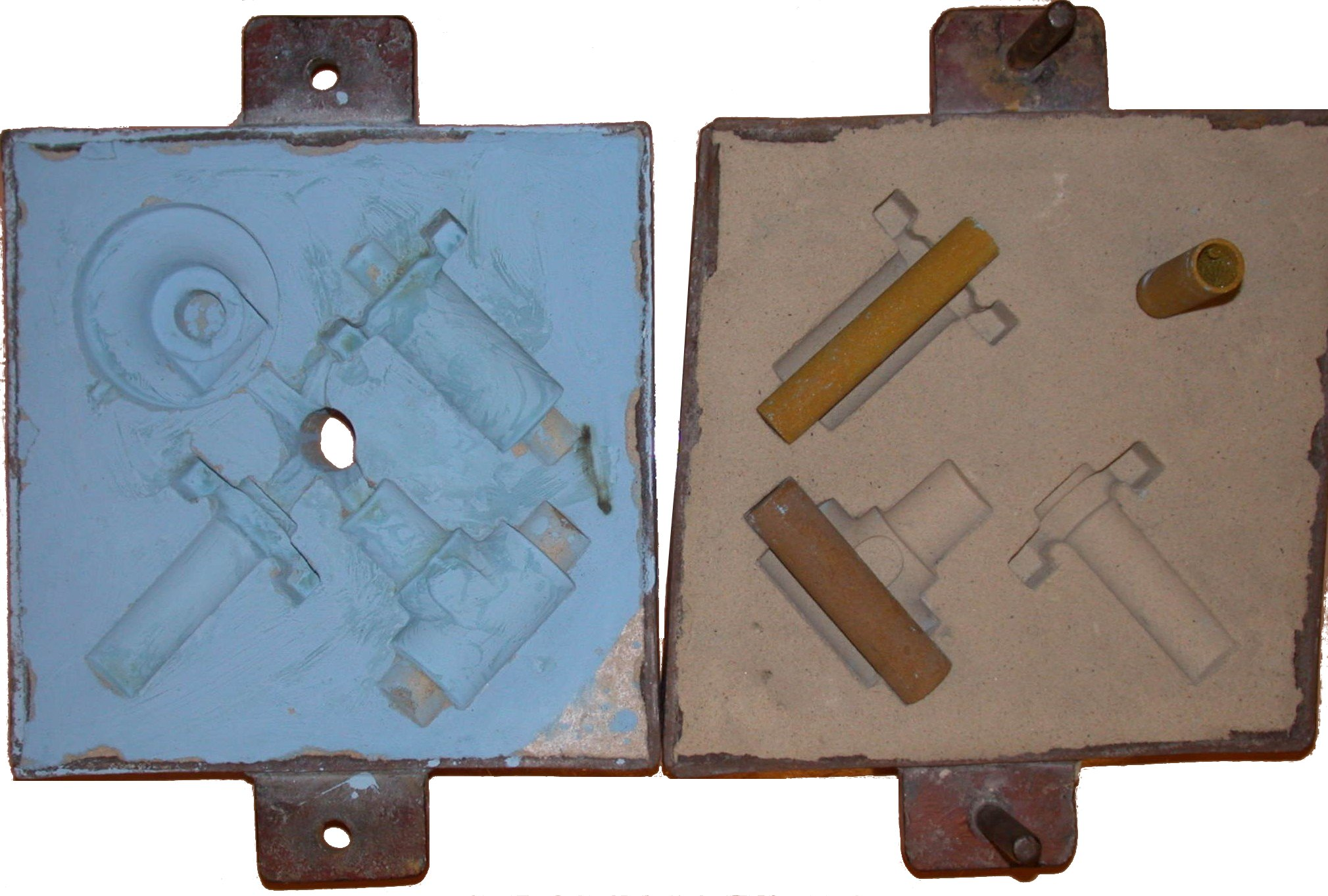
上砂箱 & 下砂箱 (上下各有一半砂型), 下砂箱内放置了型芯

从设计开始，一位工程师或者设计师，抑或一位熟练的型板制作者制作用于生产产品的型板，他们可能会使用木头、金属或者塑料甚至发泡聚苯乙烯。
砂子可以被打磨，清扫或刮出形状。由于金属在凝固时会出现收缩现象，不均匀冷却同样可能引起非均匀的收缩。因此型板必须比最终的成品尺寸稍大一些，此差异既是收缩量。型板制造者可以使用“缩尺”（有时被称为“收缩量尺”，它被制造时尺寸将按照需要增加的百分比放大间距标记）来制作合适的型板。不同比例的缩尺使用于不同的金属，因为每一种金属和合金的整体收缩率都不尽相同。

## 翻砂鑄造的優點[2]
1. 模具成本比較低
2. 翻砂適合中、低量生產
3. 短期內即可快速產出一小批相同產品
4. 翻砂模可大可小，可生產單件大型鑄件
5. 產品多樣化，生產彈性高
6. 機械化或人工生產均可